# Гимн Республики Косово
«Европа» (алб. Evropa, серб. Европа/Evropa) — национальный гимн Республики Косово. Он был написан Мехди Менгики (алб. Mehdi Mengjiqi, серб. Менди Менђићи/Mendi Menđići). Отсутствие текста в гимне призвано отдать должное этническому многообразию республики. Гимн был принят Ассамблеей Косова 11 июня 2008 года, за него проголосовали 72 парламентария, 15 высказались против и 5 воздержались.

## Текст гимна
| Албанский язык O mëmëdhe i dashur, vend i trimnisë, Çerdhe e dashurisë, Shqipet fluturojnë dhe yjet ndriçojnë Vend i të parëve tonë, Ti qofsh bekue për jetë e mot. O nënë e jonë, Ne të dalim zot. O mëmëdhe i dashur, vend i trimnisë, Çerdhe e dashurisë. |  | Сербский язык О, мила домовино, земљо храбрости Гнездо љубави Око тебе орлови лете и звезде сијају Земљо наших предака Буди благословена за живот и године О, наша мајко Ми ћемо те заштити О, мила домовино, земљо храбрости Гнездо љубави. |  | Русский язык О моя любимая родина, место храбрости, Питомник любви, Орлы летают и звёзды освещают Место наших предков, Вы благословлены жизнью и погодой. О наша родина, Мы идём к Богу. О моя любимая родина, место храбрости, Питомник любви |